# Cofidis, Solutions Crédits/Saison 2016
Diese Liste beschreibt die Mannschaft und die Erfolge des Radsportteams Cofidis, Solutions Crédits in der Saison 2016.

## Erfolge in der UCI WorldTour
Bei den Rennen der UCI WorldTour im Jahr 2016 gelangen dem Team nachstehende Erfolge.
| Datum    | Rennen                          | Fahrer         |
| -------- | ------------------------------- | -------------- |
| 10. März | 4. Etappe Paris–Nizza           | Nacer Bouhanni |
| 21. März | 1. Etappe Katalonien-Rundfahrt  | Nacer Bouhanni |
| 22. März | 2. Etappe Katalonien-Rundfahrt  | Nacer Bouhanni |
| 6. Juni  | 1. Etappe Critérium du Dauphiné | Nacer Bouhanni |

## Erfolge in der UCI Europe Tour
Bei den Rennen der UCI Europe Tour im Jahr 2016 gelangen dem Team nachstehende Erfolge.
| Datum       | Rennen                             | Kat. | Fahrer            |
| ----------- | ---------------------------------- | ---- | ----------------- |
| 18. Februar | 2. Etappe Ruta del Sol             | 2.1  | Nacer Bouhanni    |
| 19. März    | Classic Loire-Atlantique           | 1.1  | Anthony Turgis    |
| 13. Mai     | 1. Etappe Tour de Picardie         | 2.1  | Nacer Bouhanni    |
| 14. Mai     | 2. Etappe Tour de Picardie         | 2.1  | Nacer Bouhanni    |
| 13.–15. Mai | Gesamtwertung Tour de Picardie     | 2.1  | Nacer Bouhanni    |
| 4. Juni     | 3. Etappe Luxemburg-Rundfahrt      | 2.HC | Anthony Turgis    |
| 4. Juli     | 2. Etappe Österreich-Rundfahrt     | 2.1  | Clément Venturini |
| 23. August  | 1. Etappe Tour du Poitou Charentes | 2.1  | Nacer Bouhanni    |
| 25. August  | 3. Etappe Tour du Poitou Charentes | 2.1  | Nacer Bouhanni    |
| 2. Oktober  | Tour de Vendée                     | 1.1  | Nacer Bouhanni    |

## Erfolge in den Nationalen Straßen-Radsportmeisterschaften
Bei den Rennen der Nationalen Straßen-Radsportmeisterschaften 2016 konnte das Team nachstehende Titel erringen.
| Datum    | Rennen                                     | Fahrer      |
| -------- | ------------------------------------------ | ----------- |
| 21. Juni | Estnische Meisterschaft – Einzelzeitfahren | Gert Joeäär |

## Zugänge – Abgänge
| Zugänge           | Team 2015       | Abgänge          | Team 2016               |
| ----------------- | --------------- | ---------------- | ----------------------- |
| Hugo Hofstetter   | Neoprofi        | Steve Chainel    |                         |
| Rayane Bouhanni   | AWT greenway    | Dominique Rollin | Laufbahn beendet        |
| Arnold Jeannesson | FDJ             | Romain Zingle    | Laufbahn beendet        |
| Borut Bozic       | Astana Pro Team | Adrien Petit     | Direct Énergie          |
| Jérôme Cousin     | Team Europcar   | Louis Verhelst   | Roubaix Lille Métropole |
| Anthony Perez     | Neoprofi        |                  |                         |

## Mannschaft
| Teamkader 2016                                   | Teamkader 2016     | Teamkader 2016 | Teamkader 2016                                         |
| Name                                             | Geburtsdatum       | Land           | Vorheriges Team                                        |
| ------------------------------------------------ | ------------------ | -------------- | ------------------------------------------------------ |
| Jonas Ahlstrand                                  | 16. Februar 1990   | Schweden       | Giant-Shimano (2014)                                   |
| Yohann Bagot                                     | 6. September 1987  | Frankreich     | Vélo-Club La Pomme Marseille (2010)                    |
| Nacer Bouhanni                                   | 25. Juli 1990      | Frankreich     | FDJ.fr (2014)                                          |
| Rayane Bouhanni                                  | 24. Februar 1996   | Frankreich     | AWT-Greenway (2015)                                    |
| Borut Božič                                      | 8. August 1980     | Slowenien      | Astana (2015)                                          |
| Loïc Chetout                                     | 23. September 1992 | Frankreich     | GSC Blagnac Vélo Sport 31 (2014)                       |
| Jérôme Cousin                                    | 5. Juni 1989       | Frankreich     | Team Europcar (2015)                                   |
| Nicolas Edet                                     | 2. Dezember 1987   | Frankreich     | Véranda Rideau Sarthe 72 (2010)                        |
| Romain Hardy                                     | 24. August 1988    | Frankreich     | Bretagne-Schuller (2012)                               |
| Hugo Hofstetter                                  | 13. Februar 1994   | Frankreich     | Club Cycliste d'Étupes (2015)                          |
| Arnold Jeannesson                                | 16. Januar 1986    | Frankreich     | FDJ (2015)                                             |
| Gert Jõeäär                                      | 9. Juli 1987       | Estland        | CC Villeneuve Saint-Germain (2012)                     |
| Christophe Laporte                               | 11. Dezember 1992  | Frankreich     | AVC Aix-en-Provence (2013)                             |
| Cyril Lemoine                                    | 3. März 1983       | Frankreich     | Sojasun (2013)                                         |
| Luis Ángel Maté                                  | 23. März 1984      | Spanien        | Androni Giocattoli-Serramenti PVC Diquigiovanni (2010) |
| Rudy Molard                                      | 17. September 1989 | Frankreich     | Club Cycliste d'Étupes (2011)                          |
| Daniel Navarro                                   | 18. Juli 1983      | Spanien        | Saxo Bank-Tinkoff Bank (2012)                          |
| Anthony Perez                                    | 22. April 1991     | Frankreich     | AVC Aix-en-Provence (2015)                             |
| Stéphane Rossetto                                | 6. April 1987      | Frankreich     | BigMat-Auber 93 (2014)                                 |
| Florian Sénéchal                                 | 10. Juli 1993      | Frankreich     | Etixx-iHNed (2013)                                     |
| Julien Simon                                     | 4. Oktober 1985    | Frankreich     | Sojasun (2013)                                         |
| Geoffrey Soupe                                   | 22. März 1988      | Frankreich     | FDJ.fr (2014)                                          |
| Anthony Turgis                                   | 16. Mai 1994       | Frankreich     | CC Nogent-sur-Oise (2014)                              |
| Michaël Van Staeyen                              | 13. August 1988    | Belgien        | Topsport Vlaanderen-Baloise (2014)                     |
| Kenneth Vanbilsen                                | 1. Juni 1990       | Belgien        | Topsport Vlaanderen-Baloise (2014)                     |
| Clément Venturini                                | 16. Oktober 1993   | Frankreich     | Vulco-VC Vaulx-en-Velin (2013)                         |
| Dorian Godon (1. Aug.–31. Dez., Stagiaire)       | 25. Mai 1996       | Frankreich     | Vulco-VC Vaulx-en-Velin (2016)                         |
| Mathias Le Turnier (1. Aug.–31. Dez., Stagiaire) | 14. März 1995      | Frankreich     | Océane Top 16 (2016)                                   |
|                                                  |                    |                |                                                        |
| Quellen: ProCyclingStats Cycling Archives        |                    |                |                                                        |